# Eucoleus longiductus
Espèce
Eucoleus longiductus est une espèce de nématodes de la famille des Capillariidae, parasite de mammifères.

## Hôtes
Eucoleus longiductus parasite le tube digestif du Bandicoot brun du Nord (Isoodon macrourus), du Bandicoot brun du Sud (Isoodon obesulus), des souris marsupiales Antechinus agilis, Antechinus bellus et Antechinus swainsonii et du Chat marsupial du nord (Dasyurus hallucatus). Chez ces animaux, E. longiductus a été retrouvé sur l'épithélium de l'œsophage, de la langue et des lèvres, ainsi que dans l'estomac et l'intestin grêle.

## Répartition
L'espèce est connue de mammifères d'Australie.

## Taxinomie
L'espèce est décrite en 2006 par le parasitologiste australien David M. Spratt.